# Рядовка коричнева
Рядовка коричнева (Tricholoma imbricatum (Fr. ех Fr.) Kumm.) — неїстівний гриб з родини трихоломових — Tricholomataceae.

## Будова
Шапка 4-10 см у діаметрі опукло-, згодом плоскорозпростерта, іноді трохи увігнута, зрідка з горбом, рудувато- або буро-коричнева, у центрі гола, до краю притиснуто-волокниста або волокнисто-крупнолуската, іноді вся майже гола. Пластинки широкі, білуваті, згодом червонувато-коричнюваті, старі темно-плямисті. Спорова маса біла. Спори 5-8,7 Х 4-5,5 мкм, гладенькі. Ніжка 7-13 Х 1-2,5 см, щільна, іноді з вузьким каналом, біла, вгорі біла-борошниста, донизу волокнисто або тонкопластівчаста. М'якуш білий, щільний, із запахом борошна, гіркий, іноді солодкуватий.

## Поширення та середовище існування
Зустрічається по всій Україні. Росте у хвойних (соснових) і мішаних лісах групами; у серпні — листопаді.

## Практичне використання
Неїстівний гриб. Вживання його призводить до тяжкого шлунково-кишкового розладу.